# HMS Illustrious (87)
HMS Illustrious (87) là một tàu sân bay của Hải quân Hoàng gia Anh trong giai đoạn Chiến tranh Thế giới thứ hai, là chiếc tàu chiến thứ tư của Anh Quốc mang cái tên này, và là chiếc dẫn đầu trong lớp tàu sân bay mang tên nó vốn bao gồm những chiếc Victorious, Formidable và Indomitable. Nó từng hoạt động tại nhiều chiến trường khác nhau trong Thế Chiến II: Địa Trung Hải, Ấn Độ Dương và Thái Bình Dương. Sau khi chiến tranh kết thúc, nó phục vụ trong vai trò huấn luyện cho đến khi được cho ngừng hoạt động vào cuối năm 1954, và được bán để tháo dỡ vào ngày 3 tháng 11 năm 1956.

## Thiết kế và chế tạo
Illustrious được chế tạo tại xưởng đóng tàu của hãng Vickers-Armstrongs tại Barrow-in-Furness, được hạ thủy vào năm 1939, và được đưa ra hoạt động vào ngày 16 tháng 4 năm 1940. Chiếc tàu sân bay mới có trọng lượng rẽ nước 28.000 tấn và có khả năng mang đến 52 máy bay, một số lượng bị giảm đáng kể so với những tàu sân bay đương thời do nó được trang bị sàn đáp bọc thép. Nó được thủy thủ đoàn đặt cho tên lóng là Lusty.

## Lịch sử hoạt động
Illustrious gia nhập hạm đội vào tháng 8 năm 1940. Nhiệm sở đầu tiên của nó là tại Địa Trung Hải, nơi nó được sử dụng trong vai trò hộ tống các đoàn tàu vận tải, tấn công tàu bè đối phương, và không kích các vị trí mục tiêu tại Bắc Phi. Vào ngày 31 tháng 8, nó được sử dụng trong cuộc tấn công các sân bay tại Maritza. Vào ngày 11 tháng 11 năm 1940, nó trở thành chiếc tàu sân bay đầu tiên trong lịch sử đã tung ra một cuộc tấn công lớn vào hạm đội đối phương, khi đã tấn công vào hạm đội Ý trú đóng tại cảng Taranto. Hai mươi mốt máy bay thuộc các phi đội 813, 815, 819 và 824 xuất phát từ Illustrious đã tấn công hạm đội Ý vào ban đêm. Người Ý hoàn toàn bị bất ngờ và không phòng bị, khiến một thiết giáp hạm bị đánh chìm và hai chiếc khác bị hư hại nặng.
Vào ngày 10 tháng 1 năm 1941, trong khi đang hộ tống một đoàn tàu vận tải ở về phía Đông đảo Sicilia, Illustrious bị tấn công bởi những máy bay ném bom bổ nhào Savoia-Marchetti SM.79 và Ju-87 "Stuka" của phe Trục, bị đánh trúng tám quả bom gây ra những hư hại đáng kể. Trong khi đang ở lại Malta để sửa chữa, nó lại bị trúng bom một lần nữa, gây ngập nước phòng động động cơ và bị nghiêng sang một bên. Công việc sửa chữa tại chỗ đã khắc phục được độ nghiêng của con tàu, nhưng nó được sơn ngụy trang sao cho xem như vẫn còn bị nghiêng một phần hầu có thể tránh được những đợt ném bom kế tiếp. Vào ngày 23 tháng 1, nó khởi hành đi Alexandria, Ai Cập để được sửa chữa tạm thời, đến nơi vào giữa trưa ngày 25 tháng 1, và sau đó đi đến Virginia để được sửa chữa triệt để tại một nơi an toàn hơn là Xưởng hải quân Norfolk. Một trục chân vịt đã phải được cắt bỏ và vận tốc tối đa của con tàu bị giảm còn 42,6 km/h (23 knot).
Illustrious quay trở lại hoạt động vào tháng 5 năm 1942, và lập tức được bố trí đến Ấn Độ Dương; nơi nó cùng chiếc tàu chị em Indomitable tham gia Chiến dịch Ironclad, hỗ trợ cho cuộc đổ bộ của lực lượng Đồng Minh lên Diego Suarez thuộc đảo Madagascar vẫn còn do phe chính phủ Vichy kiểm soát. Vào năm 1943, chiếc tàu sân bay quay trở lại Địa Trung Hải, tham gia hoạt động cùng Lực lượng H đặt căn cứ tại lãnh thổ Gibraltar thuộc Anh. Nó đã giúp hỗ trợ cho cuộc đổ bộ của lực lượng Đồng Minh lên Sicilia vào tháng 9 năm 1943.
Vào năm 1944, Illustrious gia nhập Hạm đội Viễn Đông, nơi nó tham gia các cuộc không kích xuống các hòn đảo Indonesia: Sabang vào ngày 22 tháng 7 năm 1944 và Palembang vào các ngày 24 và 29 tháng 1 năm 1945. Sau đó, chiếc tàu sân bay đi đến Fremantle, Australia, để nghỉ ngơi và tiếp liệu. Sau đó nó khởi hành cùng với phần còn lại của Hạm đội Thái Bình Dương vào ngày 4 tháng 3 đến đảo Manus, rồi lại từ đây lên đường vào ngày 19 tháng 3 đi đến Ulithi. Trong thành phần của Hạm đội Thái Bình Dương Anh Quốc, được đặt tên Lực lượng đặc nhiệm 57 bởi Đô đốc Nimitz, Illustrious hỗ trợ cho cuộc đổ bộ lên Okinawa cùng các tàu sân bay HMS Indomitable, HMS Indefatigable và HMS Victorious. Trong khi hoạt động tại Thái Bình Dương, nó đã hai lần bị máy bay tấn công cảm tử kamikaze đâm trúng, nhưng nhờ cấu trúc vững chắc của kiểu sàn đáp bọc thép, đã có thể chịu đựng được cú va chạm mà không gây hư hại nặng và vẫn có thể tiếp tục thường trực ở vị trí chiến đấu. Tuy nhiên, một cú tấn công kamikaze khác suýt trúng vào ngày 6 tháng 4 đã gây ra những hư hỏng về cấu trúc thân tàu nghiêm trọng bên dưới mực nước; và sau các hoạt động tác chiến tại Đài Loan, nó được chiếc tàu sân bay chị em HMS Formidable thay phiên vào ngày 14 tháng 4 và khởi hành đi Philippines để khảo sát các hư hỏng. Những hư hại trong chiến đấu đã tỏ ra nghiêm trọng hơn dự đoán và chiếc tàu chiến bị buộc phải quay về Sydney và sau cùng là Rosyth để sửa chữa và tái trang bị. Công việc này chỉ hoàn tất vào tháng 6 năm 1946, khi chiến tranh đã kết thúc.
Sau chiến tranh, Illustrious được giao các vai trò huấn luyện và thử nghiệm, với vận tốc tối đa bị giới hạn còn 41 km/h (22 knot) do những hư hại tích lũy trong chiến đấu. Nó được tái trang bị và hiện đại hóa từ tháng 1 đến tháng 8 năm 1948, được cho ngừng hoạt động vào cuối năm 1954, được bán vào ngày 3 tháng 1 năm 1956, và cuối cùng nó được tháo dỡ tại Faslane sau một cuộc đời phục vụ thành công. Những chiếc tàu chị em với nó Formidable và Indomitable cũng bị tháo dỡ trong những năm 1950; và Victorious, chiếc cuối cùng trong lớp, bị tháo dỡ vào năm 1969.

## Những hình ảnh

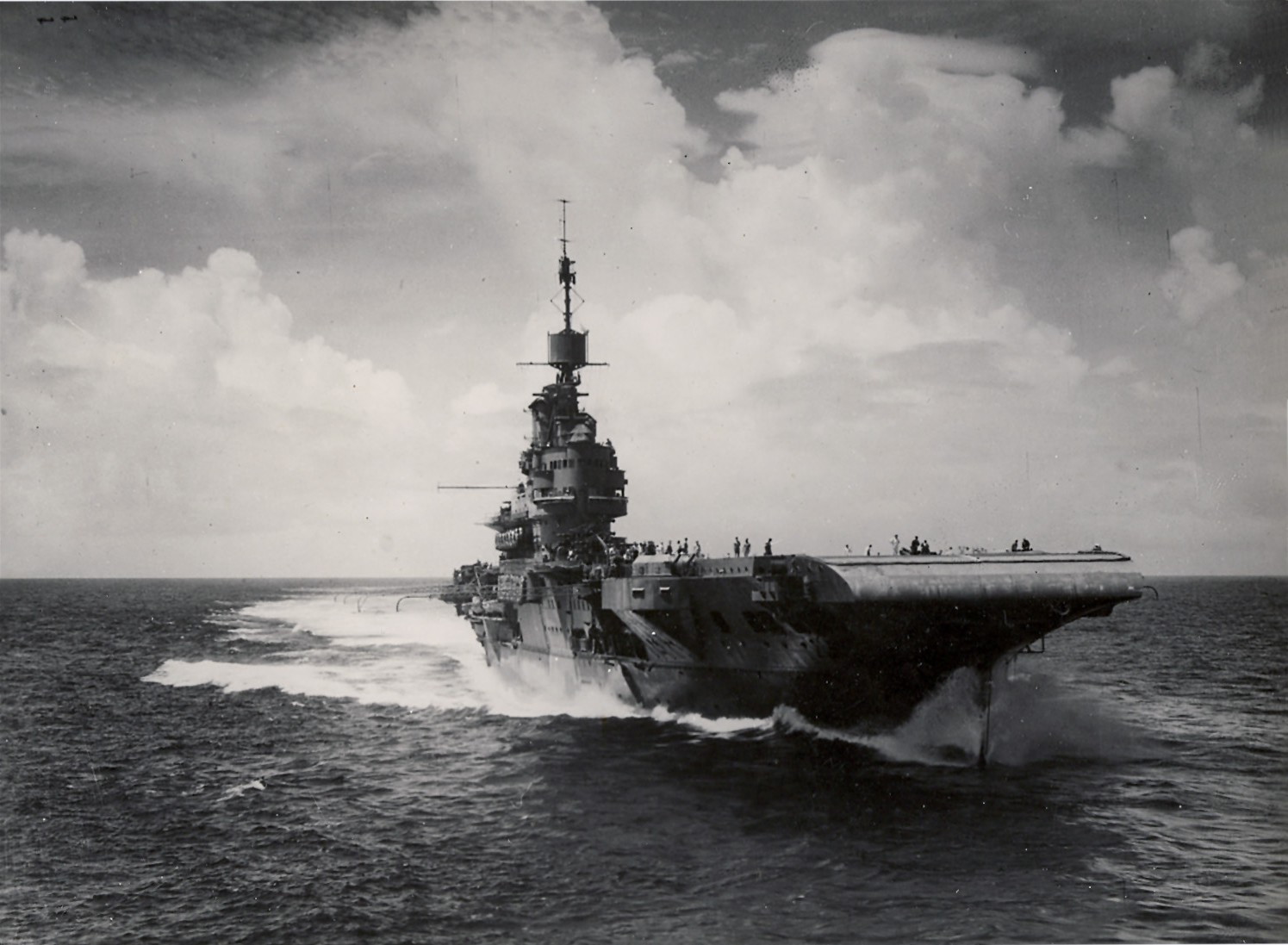
HMS Illustrious vào năm 1944
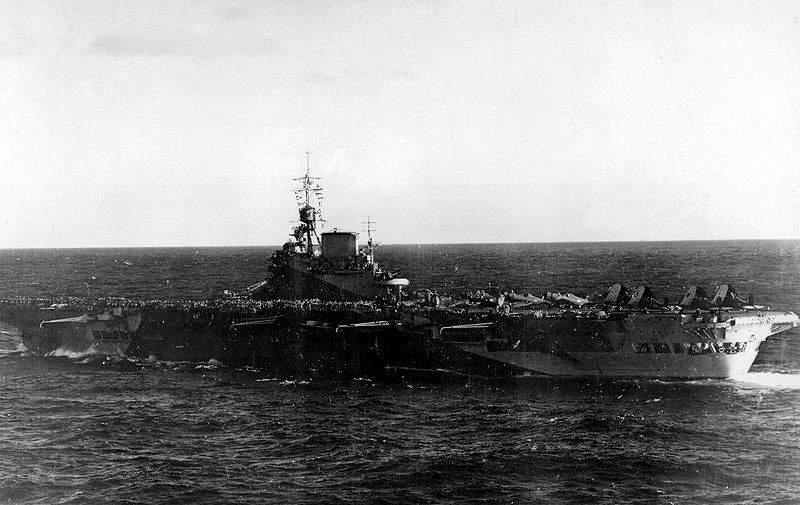
HMS Illustrious tại Ấn Độ Dương, ngày 18 tháng 5 năm 1944
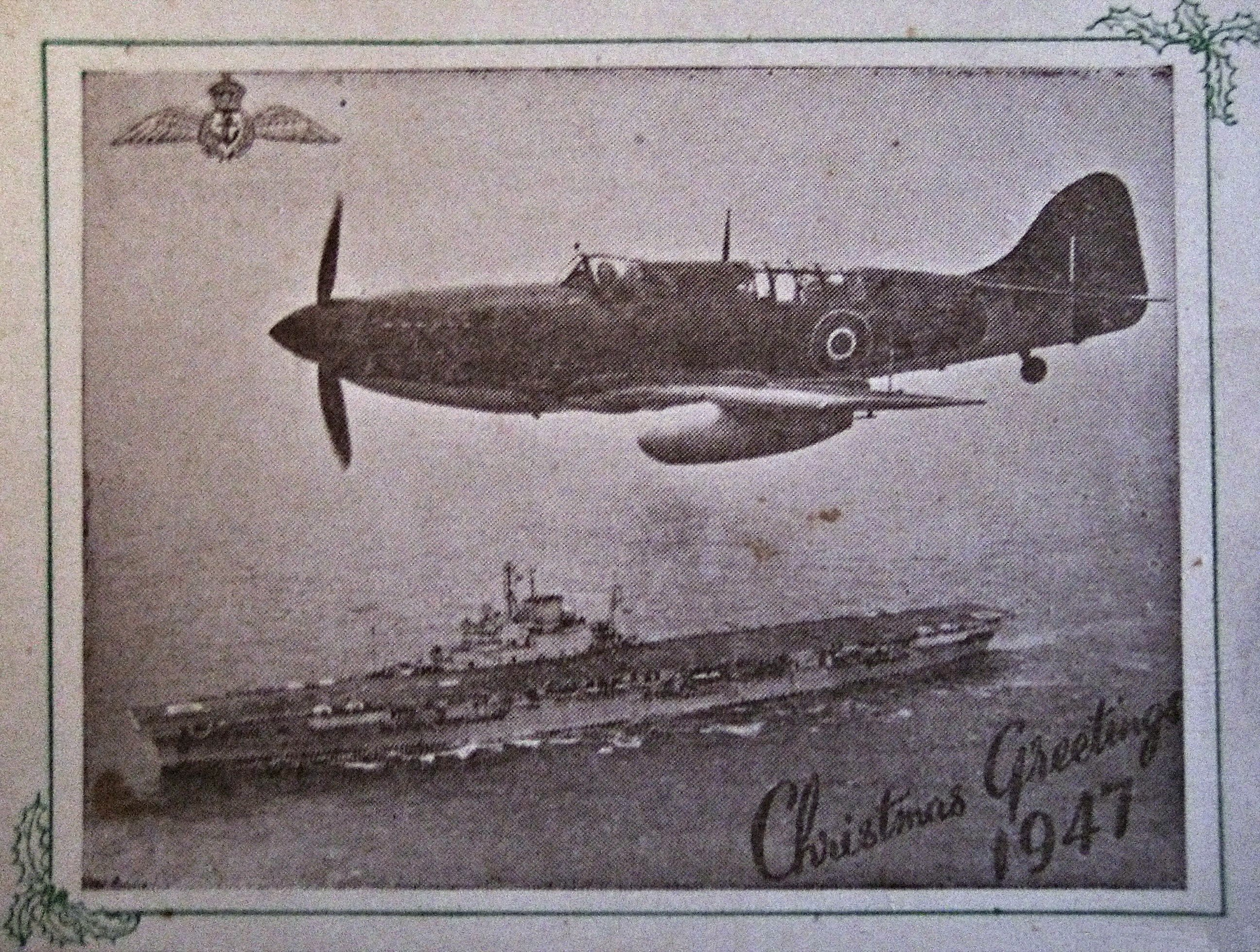
Bưu thiếp gửi từ HMS Illustrious, năm 1948
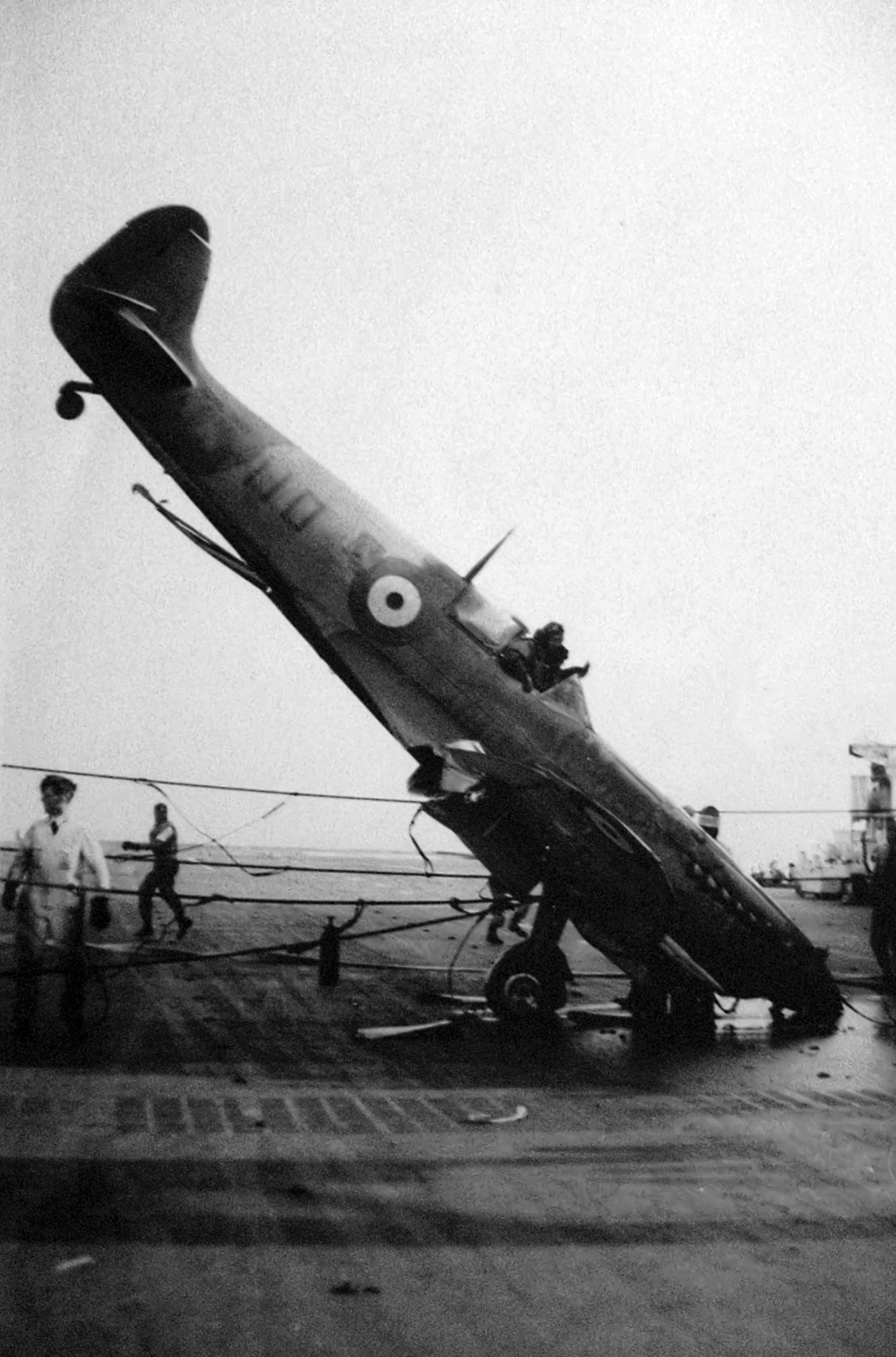
Seafire bị rơi trên HMS Illustrious, năm 1948
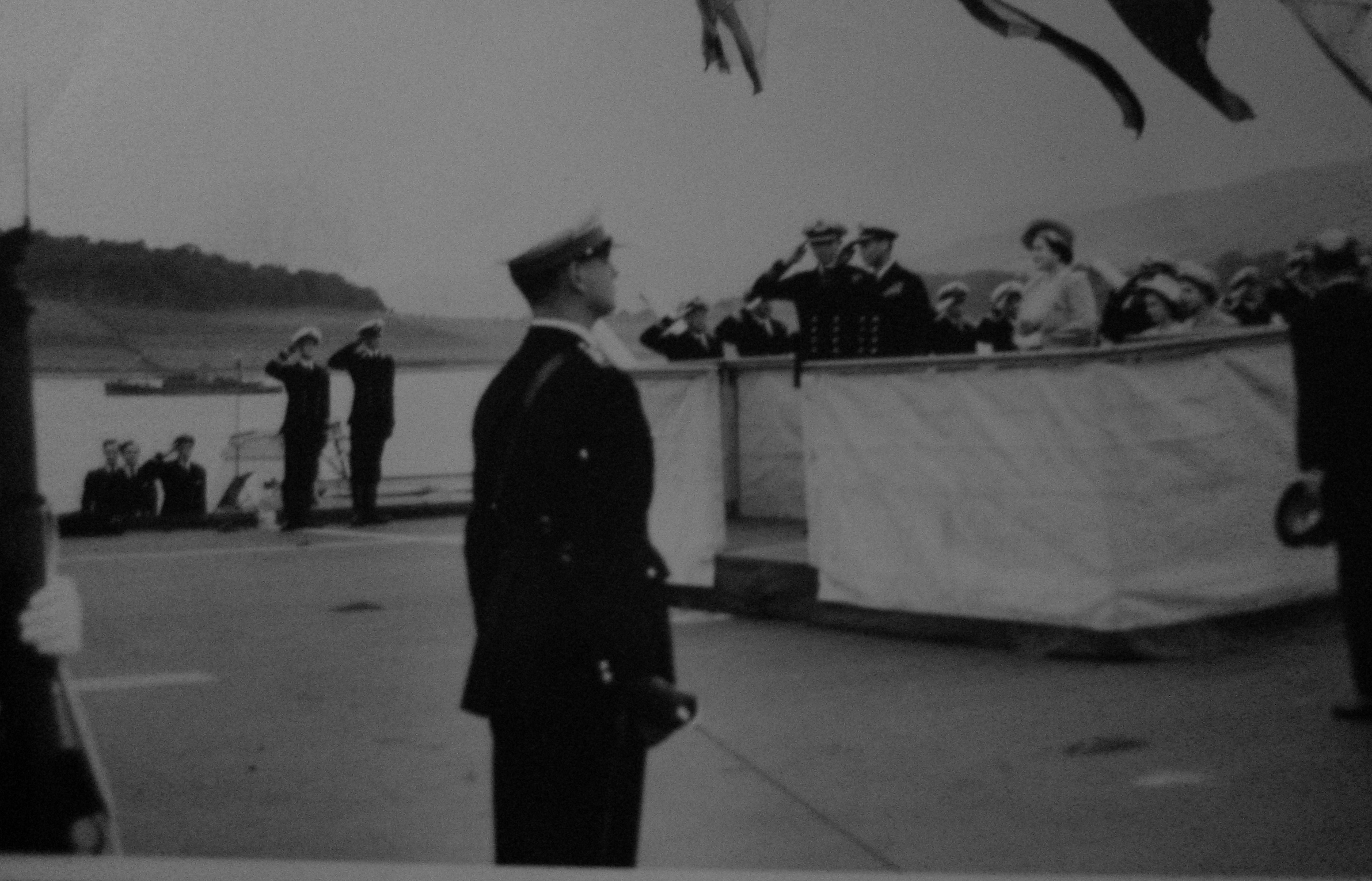
Vua George VI thăm con tàu, năm 1948
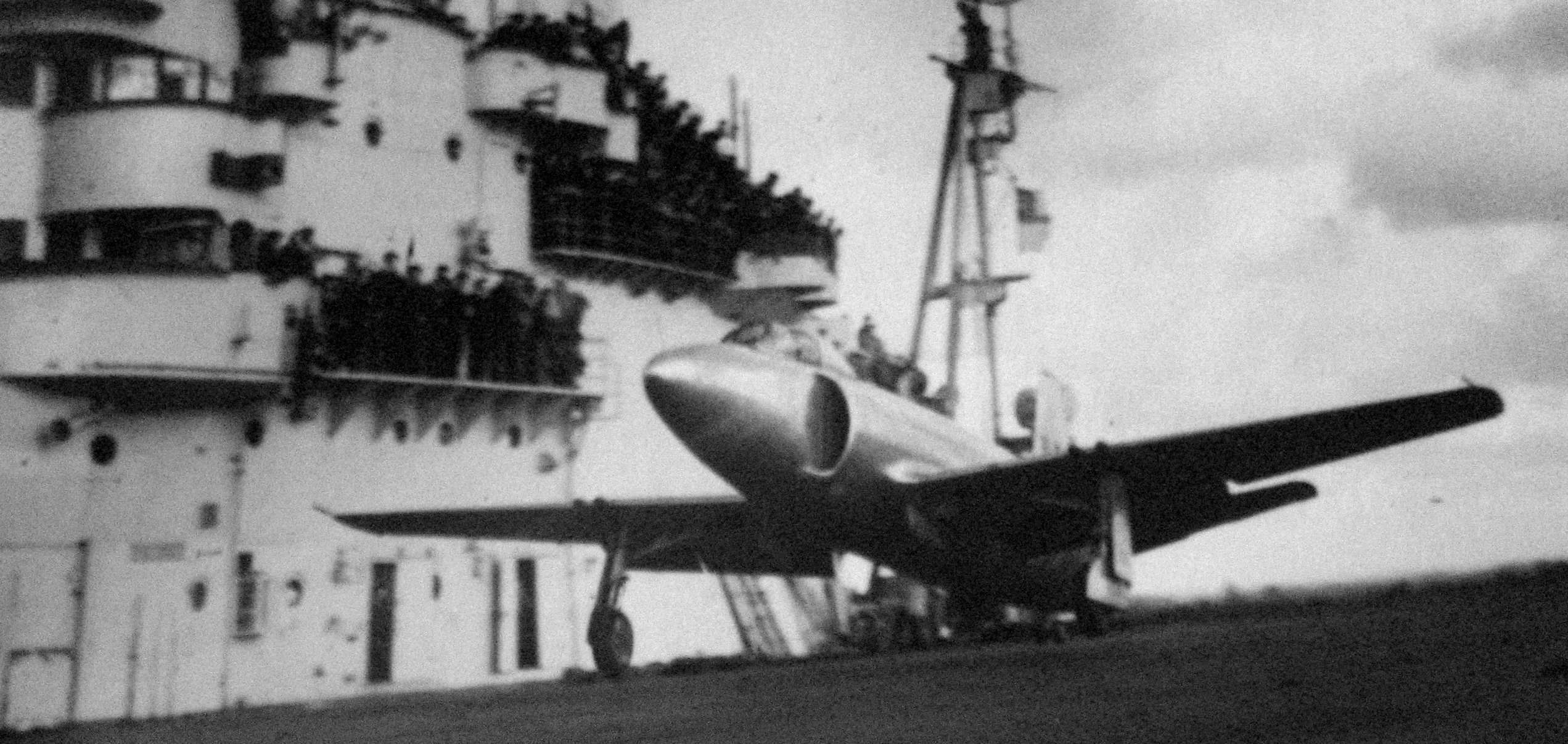
Supermarine Attacker trên HMS Illustrious, năm 1948